# Chinese gestreepte boomeekhoorn
De Chinese gestreepte boomeekhoorn (Tamiops swinhoei)  is een zoogdier uit de familie van de eekhoorns (Sciuridae). De wetenschappelijke naam van de soort werd voor het eerst geldig gepubliceerd door Milne-Edwards in 1874.

## Voorkomen
De soort komt voor in China, Myanmar en Vietnam.